# برج هرست شارلوت
برج هرست شارلوت یک برج واقع در ایالات متحده آمریکا می‌باشد. ساخت و ساز این ساختمان در سال ۱۹۹۹ شروع شد و سال ۲۰۰۲ به پایان رسید. مساحت زیربنای آن ۱۴۸٬۶۴۴ متر مربع (۱٬۵۹۹٬۹۹۰ فوت مربع)، تعداد طبقاتش ۴۷ است.